# حادثه جزیره
حادثه جزیره فیلمی به کارگردانی  و نویسندگی مهدی بشارتیان ساختهٔ سال ۱۳۴۰ است.

## بازیگران
- اکبر ناظریان
- آفت
- سخنور
- کاملیا
- پوراندخت